# Kamila Lićwinko
Kamila Lićwinko, geb. Stepaniuk (* 22. März 1986 in Bielsk Podlaski) ist eine polnische Leichtathletin, die sich auf den Hochsprung spezialisiert hat.

## Sportliche Laufbahn
Nachdem Lićwinko, damals noch unter ihrem Geburtsnamen Stepaniuk, ihr Talent mit zahlreichen Erfolgen im Jugend- und Juniorenbereich bereits angedeutet hatte, wurde sie 2009 polnische Hochsprungmeisterin in der Halle und im Freien. Im selben Jahr belegte sie bei den Halleneuropameisterschaften in Turin den achten Platz und trat bei den Weltmeisterschaften in Berlin an, wo sie jedoch die Qualifikation für das Finale verpasste.
In den Jahren 2010 bis 2012 verhinderten anhaltende Verletzungsprobleme ihre Teilnahme an internationalen Großereignissen. Lićwinko konzentrierte sich in dieser Zeit auf ihr Studium der Sportwissenschaften. 2012 trennte sie sich von ihrem langjährigen Trainer Janusz Kuczyński. Ihr späterer Ehemann Michał Lićwinko nahm dessen Position ein. Der Trainerwechsel erwies sich als richtige Entscheidung. Im folgenden Jahr verbesserte Lićwinko den 29 Jahre alten polnischen Rekord von Danuta Bułkowska um zwei Zentimeter auf 1,99 Meter. Außerdem siegte sie bei der Universiade in Kasan vor der Russin Marija Kutschina und wurde bei den Weltmeisterschaften in Moskau Siebte.
Am 8. Februar 2014 gewann Lićwinko das Meeting Hochsprung mit Musik in Arnstadt und übersprang dabei als erste Polin die 2-Meter-Marke. Ihren bis dahin größten Erfolg feierte sie kurz darauf mit dem Gewinn der Goldmedaille bei den Hallenweltmeisterschaften in Sopot, wo sie ebenfalls eine Höhe von 2,00 Metern erzielte. Sie teilte sich den Sieg mit der höhengleichen Marija Kutschina. Bei den Europameisterschaften in Zürich scheiterte sie bereits an der Höhe von 1,94 m und wurde mit übersprungenen 1,90 m nur Neunte.
Bei den Polnischen Hallenmeisterschaften 2015 in Toruń steigerte sie ihre Bestleistung auf 2,02 m und reiste als Titelfavoritin zu den Halleneuropameisterschaften in Prag an. Dort scheiterte sie allerdings bereits an der Höhe von 1,97 m und belegte mit übersprungenen 1,94 m den dritten Rang. In der Freiluftsaison feierte sie Siege bei den Polnischen Meisterschaften sowie beim British Athletics Birmingham Grand Prix. Bei den Weltmeisterschaften in Peking belegte sie den vierten Rang.
2016 gewann Lićwinko bei den Hallenweltmeisterschaften in Portland die Bronzemedaille. Mit 1,96 m übersprang sie die gleiche Höhe wie die vor ihr platzierten Athletinnen Vashti Cunningham aus den Vereinigten Staaten und Ruth Beitia aus Spanien, hatte jedoch mehr Fehlversuche bei den Höhen zuvor. Am 18. Juni stellte sie beim Janusz Kusocinski Memorial in Stettin mit 1,99 m eine zwischenzeitliche Weltjahresbestleistung auf. Zu Beginn der Olympischen Spiele in Rio de Janeiro lag sie mit dieser Leistung noch auf Platz drei der Weltjahresbestenliste. Allerdings übersprang sie im olympischen Finale nur 1,93 m und belegte damit den neunten Rang. Ein erfolgreicher erster Versuch über die nächste Höhe von 1,97 m hätte bereits zu einer Medaille gereicht, hieran scheiterte sie aber dreimal.
Bei den Halleneuropameisterschaften 2017 in Belgrad verpasste Lićwinko als Neunte der Qualifikation überraschend die Finalteilnahme. Dafür erzielte sie bei den Weltmeisterschaften in London ihren bis dahin bedeutendsten Freilufterfolg, als sie hinter Marija Lassizkene (geb. Kutschina) und der Ukrainerin Julija Lewtschenko die Bronzemedaille gewann. In der Saison 2018 setzte sie schwangerschaftsbedingt aus und brachte ihre Tochter im September des Jahres zur Welt. 2019 kehrte sie in den Wettkampfbetrieb zurück und belegte bei den Weltmeisterschaften in Doha den fünften Rang. 2020 siegte sie mit 1,85 m beim Janusz Kusociński Memorial und im Jahr darauf siegte sie beim British Grand Prix in Gateshead mit einer Höhe von 1,91 m und siegte anschließend mit 1,93 m auch bei den Paavo Nurmi Games. Im August gelangte sie bei den Olympischen Sommerspielen in Tokio bis ins Finale und belegte dort mit 1,93 m den elften Platz.
Kamila Lićwinko ist 1,83 m groß, hat ein Wettkampfgewicht von 66 kg und startet für den KS Podlasie Białystok. Seit September 2013 ist sie mit ihrem Trainer Michał Lićwinko verheiratet. Im Februar 2015 wurde ihr das Goldene Verdienstkreuz der Republik Polen verliehen.

## Bestleistungen
- Hochsprung: 1,99 m, 9. Juni 2013, Opole (polnischer Rekord)
- Hochsprung: 1,99 m, 12. August 2017, London (polnischer Rekord eingestellt)
  - Halle: 2,02 m, 21. Februar 2015, Toruń (polnischer Rekord)